# Wc (Unix)

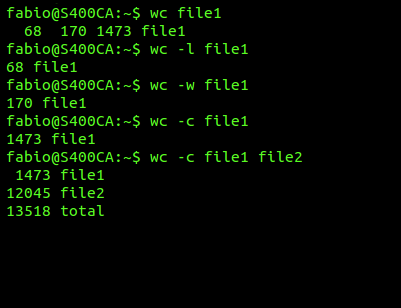
wc Befehl

wc (kurz für Englisch word count) ist ein durch POSIX und die Single UNIX Specification definierter Befehl auf der Kommandozeile, der in Unix- und unixoiden Systemen implementiert ist.
Das Programm liest die Standardeingabe oder eine Auflistung von Dateien und generiert daraus eine oder mehrere Statistiken: Anzahl Zeilen, Anzahl Wörter oder Anzahl an Zeichen. Bei der Angabe von einzelnen Dateien wird die Ausgabe für jede Datei und eine Zusammenfassung erzeugt.
Das Programm kann folgendermaßen aufgerufen werden:
```
 $ 
wc
 
lorem.txt
 
ipsum.log

      40     149     947 lorem.txt

    2294   16638   97724 ipsum.log

    2334   16787   98671 total

```

Die erste Spalte gibt dabei die Anzahl der Zeilen an. In dem Beispiel hat die Datei lorem.txt 40 Zeilen. Die Datei ipsum.log hingegen hat 2294 Zeilen. Insgesamt enthalten die Dateien also 2334 Zeilen. Die zweite Spalte gibt die Anzahl an Wörter in den Dateien an. Die letzte Spalte gibt die Anzahl an Zeichen in den Dateien an.
Neuere Versionen von wc können zwischen Bytes und Zeichen unterscheiden. Dieser Unterschied wird bei Unicode-Zeichen relevant, diese können mehrere Bytes pro Zeichen besitzen. Das Verhalten kann mit den -c oder -m Kommandozeilenschaltern gesteuert werden.
GNU wc war Teil des GNU textutils-Pakets, gehört aber inzwischen dem GNU-coreutils-Paket an.

## Benutzung
- wc -l <filename> Gibt die Anzahl Zeilen an (nur wenn von einem Zeilenumbruch gefolgt)
- wc -c <filename> Gibt die Anzahl an Bytes an
- wc -m <filename> Gibt die Anzahl an Zeichen an
- wc -L <filename> Gibt die Länge der längsten Zeilen an (GNU Erweiterung)
- wc -w <filename> Gibt die Anzahl der Wörter an